# 子供会
子供会（こどもかい）は、小地域で組織され、保護者や育成者のもと、子供の健全育成を目的として異年齢の子供が集まる団体である。子ども会、こども会、地域子ども会とも。表記についての論争は子供を参照。
「○○子供会」の名称が多いが、「○○クラブ」、「○○少年団」などと呼称されることも多い。

## 概要
主な活動は地域で子供を育てるため様々な行事を行う。地域の連帯意識を育て、校外における様々な遊びを通した子供たちの健やかな成長を目的としている。地域によって違うが、自治会や町内会の中に子供会を置いているケースや、公立小学校の通学区域を細分化して子供会を作るケースもある。
月に数回行事を行う団体から年に数回の団体もあり、その活動頻度は各団体で差がある。
地区によっては組織としての体裁をとらず、こどもの日に限定して大人たちの協力の下、地区の子供が一堂に集まる場を子供会と称する場合もある。少子化の影響を受け、第2次ベビーブームの頃に比べ全国的に子供会数は減少している。

## 広義での子供会
特定の活動に特化した団体も広義での子供会に含む考え方もある。
- ボーイスカウト
- ガールスカウト
- 海洋少年団
- 宇宙少年団
- 消防少年クラブ
- 鉄道少年団
- スポーツ少年団